# European Voynich alphabet
 (23 juin 2024).
- Si vous ne connaissez pas le sujet, laissez ce bandeau (vous pouvez alors contacter les auteurs).
- Si vous supprimez le contenu mis en cause (vous pouvez préalablement contacter les auteurs),

argumentez précisément cette suppression dans la page de discussion
(un manque de référence n'est pas un argument ; une recherche réelle de référence doit avoir été effectuée, être formellement documentée).
L'European Voynich alphabet a été créé par René Zandbergen et Gabriel Landini pour transcrire les lettres du manuscrit de Voynich en caractères latins, afin de faciliter les analyses du texte par ordinateur.
Par exemple le symbole  se transcrit en latin p.

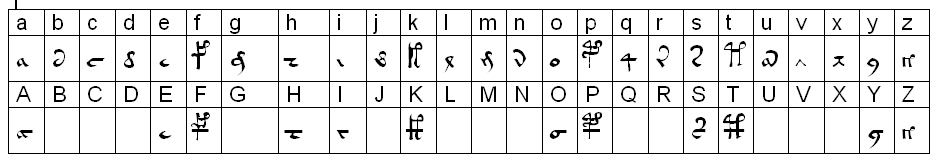
EVA (Alphabet Européen De Voynich). Les lettres majuscules et minuscules d'EVA dénotent différentes versions de ce qui est considéré comme étant la même lettre du texte chiffré.

Il n'y a aucune certitude que la version majuscule d'un caractère ne soit pas en fait un caractère différent ou une lettre accentuée avec une prononciation différente (un peu comme « ć », « ś » ou « ł » qui sont considérés en polonais comme des lettres à part entière et non pas des lettres accentuées).

## Alphabet européen de Voynich étendu
Cet alphabet est potentiellement une simplification d'un alphabet beaucoup plus complexe.  En effet, René Zandergen et Gabriel Landini ont inclus dans leur translittération plusieurs variantes mineures sous un même caractère.  Bien que ces variations n'apparaissent que rarement certains critiques du système soutiennent que ces variations pourraient être significatives malgré leur rareté.
Même si la rareté de ces variations est une indication que la plupart ne sont probablement pas significatives, la possibilité que certaines d'entre elles soient importantes ne peut être exclue. Ainsi donc, une version étendue de l'alphabet européen de Voynich contenant une centaine de ces variantes a été créé.
Beaucoup de ces caractères rares sont très probablement une ligature de plusieurs caractères (tel que œuf en français ou æther en latin) et représenté comme des caractères séparés dans l'alphabet simplifié.
Finalement, ces caractères rares apparaissent tous moins de 10 fois, ce qui est très peu pour un texte de plus de 180 000 caractères, alors que presque tous les autres caractères apparaissent au moins 100 fois.

## Nombres
La pagination utilise les chiffres arabes usuels et les caractères sont presque identiques à ce que l'on retrouve encore aujourd'hui. La pagination n'était pas présente dans le document d'origine et plusieurs chercheurs attribuent cet ajout à John Dee (1527-1608) à cause de la similitude de la calligraphie d'autres manuscrits et son intérêt connu pour l'alchimie et l'occultisme.
Curieusement, il ne semble pas y avoir d'autres nombres arabes dans le texte. Il faut donc probablement en conclure soit que les nombres sont écrits textuellement, soit qu'ils sont représentés en réutilisant les caractères existants (comme c'est le cas des chiffres romains) ou encore qu'ils sont représentés d'une autre manière inconnue (par exemple via une méthode de chiffrement).